# Powstanie chłopskie na Podkarpaciu
Powstanie chłopskie na Podkarpaciu – rebelia chłopska w Polsce w latach 1492-1497. 
Powstanie chłopskie którego przywódcą był Mucha wybuchło w 1490 na granicy polsko-mołdawskiej. Na czele chłopów mołdawskich i ruskich opanował on Ruś aż po Halicz. Kiedy powstańcy w sile około 9000 ludzi ruszyli na Lwów, pod Rohatynem doszło do bitwy z wojskami polskimi. Potyczkę powstańcy przegrali a Mucha zbiegł do Mołdawii. W 1492 planował wznowić powstanie ale został ujęty i uwięziony w Krakowie, gdzie zmarł. Nie ma pewności czy Mucha wzniecający powstanie w 1490 był tożsamy z Muchą z powstania z 1492 roku, czy też z Andrzejem Borulą przywódcą powstania z 1491. Wojskami polskimi które rozbiły powstańców chłopskich oraz schwytały Muchę dowodził Mikołaj Chodecki.